# Juin 1777

## Événements
- 3 juin : traité d'Aranjuez qui fixe la frontière entre la partie française et la partie espagnole de Saint-Domingue[1].

- 8 juin : Charles Bonaparte, père de Napoléon Ier, est élu député de la noblesse pour la région Corse[2].

- 13 juin : La Fayette débarque près de Charleston (Caroline du Sud)[3].

- 14 juin : le Second Congrès continental adopte le Drapeau des États-Unis.

- 24 juin, France : Jean-Paul Marat est nommé médecin des gardes du corps du comte d'Artois.

- 26 juin : bataille de Short Hills.

- 29 juin, France : Necker est nommé directeur général des Finances. Il va lancer une série d'emprunts pour financer l'effort de guerre.

## Naissances
- 3 juin : Charles-Bernard Desormes (mort en 1862), physicien et chimiste français.
- 24 juin : John Ross (mort en 1856), contre-amiral d'origine écossaise dans la marine de guerre britannique et explorateur de l'arctique.